# Acrophoca
Acrophoca is een monotypisch geslacht van uitgestorven mariene zoogdieren, dat voorkwam in het Vroeg-Plioceen. Het was de vermoedelijke voorouder van het zeeluipaard, Hydrurga leptonyx.

## Beschrijving
Dit 150 centimeter lange dier was een viseter, die zijn leven op of langs de kusten doorbracht, aangezien zijn lichaam niet echt was aangepast aan een leven in het water. De peddels waren van dien aard dat de voortbeweging in het water vrij traag verliep. Op de lange hals stond een kop met een puntige snuit.

## Vondsten
Resten van dit dier werden gevonden in Peru.